# Trophée européen FIRA de rugby à XV 1995-1997
Navigation
Trophée européen FIRA 1992-1994 Trophée européen FIRA 1996-1997
Le Trophée européen FIRA de rugby à XV 1995-1996 est une compétition qui réunit les nations de la FIRA–AER qui ne participent pas au Tournoi des Cinq Nations. Dix nations, dont deux pays africains, sont réparties en deux poules et les deux vainqueurs se rencontrent en finale.
L'Italie remporte la compétition en battant la France en finale sur le score de 40 à 32. C'est la première victoire italienne contre la France de l'histoire.

## Équipes engagées

### Division A
Poule A1
- France
- Espagne
- Russie
- Maroc
- Tunisie

Poule A2
- Italie
- Roumanie
- Portugal
- Pologne
- Belgique

### Division B
Division B1
- Pays-Bas
- Géorgie
- Allemagne
- Danemark
- République tchèque

Division B2
- Serbie et Monténégro
- Andorre
- Bulgarie

Division B3
- Ukraine
- Lettonie
- Moldavie
- Lituanie

Division B4
- Hongrie
- Slovénie
- Autriche

Division B5
- Croatie
- Israël
- Luxembourg

## Tournoi préliminaire
Les équipes de France, d'Italie et de Roumanie qui disputent la coupe du monde 1995 sont qualifiées pour la division A du trophée. Un tournoi préliminaire qualificatif est organisé du 15 octobre 1994 au 14 mai 1995 pour sélectionner les sept autres équipes qui les accompagnent dans la division A. Ce tour préliminaire est joué entre dix équipes réparties en deux groupes. Les trois premiers de chaque groupe sont qualifiés ainsi que le vainqueur du match de barrage entre les deux quatrièmes. Ce sont les équipes de Russie, de Belgique, de Pologne, de Tunisie, d'Espagne, du Maroc et du Portugal qui sont qualifiées.

## Division A

### Poule A1
Les matchs de la poule se déroulent sur deux années du 19 octobre 1995 au 19 mai 1996. La France B, l'Espagne, la Russie, le Maroc et la Tunisie disputent cette édition.

#### Classement
| Rang | Pays         | J | V | N | D | Pm  | Pe | Diff | Pts |
| ---- | ------------ | - | - | - | - | --- | -- | ---- | --- |
| 1    | France A (T) | 4 | 4 | 0 | 0 | 194 | 29 | +165 | 12  |
| 2    | Espagne      | 4 | 3 | 0 | 1 | 91  | 90 | +1   | 10  |
| 3    | Russie       | 4 | 2 | 0 | 2 | 37  | 95 | -58  | 8   |
| 4    | Maroc        | 4 | 1 | 0 | 3 | 41  | 70 | -29  | 6   |
| 5    | Tunisie      | 4 | 0 | 0 | 4 | 11  | 78 | -67  | 4   |

|  | Qualifié pour la finale (no 1). |
|  | T : tenant du titre             |

#### Matchs
Les rencontres Espagne - Tunisie et Tunisie - Russie ne sont pas disputées en raison du forfait de l'équipe tunisienne.
| 19 novembre 1995 | France B | 33 – 12 | Russie | Blanc-Mesnil Arbitre : C. Giacomel |
| 19 novembre 1995 |          |         |        | Blanc-Mesnil Arbitre : C. Giacomel |
| 19 novembre 1995 |          |         |        | Blanc-Mesnil Arbitre : C. Giacomel |

| 10 décembre 1995 | Tunisie | 11 – 20 | Maroc | Sousse Arbitre : A. Fernandez |
| 10 décembre 1995 |         |         |       | Sousse Arbitre : A. Fernandez |
| 10 décembre 1995 |         |         |       | Sousse Arbitre : A. Fernandez |

| 6 janvier 1996 | Maroc | 8 – 22 | France B | Casablanca Arbitre : I. Atorrasagasti |
| 6 janvier 1996 |       |        |          | Casablanca Arbitre : I. Atorrasagasti |
| 6 janvier 1996 |       |        |          | Casablanca Arbitre : I. Atorrasagasti |

| 16 mars 1996 | Maroc | 3 – 24 | Espagne | Casablanca Arbitre : D. Salles |
| 16 mars 1996 |       |        |         | Casablanca Arbitre : D. Salles |
| 16 mars 1996 |       |        |         | Casablanca Arbitre : D. Salles |

| 16 mars 1996 | France B | 58 – 0 | Tunisie | Albertville Arbitre : J. Mendes Da Silva |
| 16 mars 1996 |          |        |         | Albertville Arbitre : J. Mendes Da Silva |
| 16 mars 1996 |          |        |         | Albertville Arbitre : J. Mendes Da Silva |

| 31 mars 1996 | Espagne | 9 - 81 | France B | Madrid |
| 31 mars 1996 |         |        |          | Madrid |
| 31 mars 1996 |         |        |          | Madrid |

| 14 avril 1996 | Espagne | 52 - 6 | Russie | Madrid |
| 14 avril 1996 |         |        |        | Madrid |
| 14 avril 1996 |         |        |        | Madrid |

| 28 avril 1996 | Espagne | 6 - 0 | Tunisie | Madrid |
| 28 avril 1996 |         |       |         | Madrid |
| 28 avril 1996 |         |       |         | Madrid |

| 11 mai 1996 | Maroc | 10 – 13 | Russie | Safi Arbitre : I. Aguirre |
| 11 mai 1996 |       |         |        | Safi Arbitre : I. Aguirre |
| 11 mai 1996 |       |         |        | Safi Arbitre : I. Aguirre |

| 19 mai 1996 | Tunisie | 0 - 6 | Russie | Tunis |
| 19 mai 1996 |         |       |        | Tunis |
| 19 mai 1996 |         |       |        | Tunis |

### Poule A2
Les matchs de la poule se déroulent sur deux années du 21 octobre 1995 au 25 mai 1996. L'Italie, la Roumanie, le Portugal, la Pologne et la Belgique disputent cette édition.

#### Classement
| Rang | Pays     | J | V | N | D | Pm  | Pe  | Diff | Pts |
| ---- | -------- | - | - | - | - | --- | --- | ---- | --- |
| 1    | Italie   | 4 | 4 | 0 | 0 | 249 | 35  | +214 | 12  |
| 2    | Roumanie | 4 | 3 | 0 | 1 | 218 | 54  | +164 | 10  |
| 3    | Portugal | 4 | 2 | 0 | 2 | 70  | 177 | -107 | 8   |
| 4    | Pologne  | 4 | 1 | 0 | 3 | 61  | 195 | -134 | 6   |
| 5    | Belgique | 4 | 0 | 0 | 4 | 43  | 180 | -137 | 4   |

|  | Qualifié pour la finale (no 1). |

#### Matchs
| 21 octobre 1995 17 h 30 UTC-3 | Italie | 40 – 3 (13 – 3) | Roumanie              | Ferrocaril Oeste, Buenos Aires Arbitre : E. Sklar |
| 21 octobre 1995 17 h 30 UTC-3 | Essai(s) : Checchinato 2, Mazzariol, Moscardi, Roselli Transformation(s) : Bonomi 3 Pénalité(s) : Bonomi 3 |                 | Pénalité(s) : Besarau | Ferrocaril Oeste, Buenos Aires Arbitre : E. Sklar |
| 21 octobre 1995 17 h 30 UTC-3 | |                 |                       | Ferrocaril Oeste, Buenos Aires Arbitre : E. Sklar |

| 28 octobre 1995 | Pologne | 30 – 10 | Belgique | Łódź |
| 28 octobre 1995 |         |         |          | Łódź |
| 28 octobre 1995 |         |         |          | Łódź |

| 2 mars 1996 | Portugal        | 3 – 64 (3 - 36) | Italie | Estádio Universitário, Lisbonne Arbitre : Garcia Mostaza |
| 2 mars 1996 | Pénalité(s) : 1 |                 | Essai(s) : Babbo 2, Domínguez, Francescato 2, Mazzucato, Orlandi, Platania 2, Properzi-Curti Transformation(s) : Domínguez 7 | Estádio Universitário, Lisbonne Arbitre : Garcia Mostaza |
| 2 mars 1996 |                 |                 | | Estádio Universitário, Lisbonne Arbitre : Garcia Mostaza |

| 16 mars 1996 | Belgique | 18 – 29 | Portugal | Stade Roi-Baudouin, Bruxelles |
| 16 mars 1996 |          |         |          | Stade Roi-Baudouin, Bruxelles |
| 16 mars 1996 |          |         |          | Stade Roi-Baudouin, Bruxelles |

| 13 avril 1996 | Roumanie | 92 – 0 (42 - 0) | Portugal | Stadionul Ghencea, Bucarest 1,000 spectateurs Arbitre : A. Condorelli |
| 13 avril 1996 |          |                 |          | Stadionul Ghencea, Bucarest 1,000 spectateurs Arbitre : A. Condorelli |
| 13 avril 1996 |          |                 |          | Stadionul Ghencea, Bucarest 1,000 spectateurs Arbitre : A. Condorelli |

| 19 avril 1996 | Belgique | 5 - 83 (0 - 40) | Roumanie B | Bruxelles |
| 19 avril 1996 |          | Essai(s) : Apjok, Brezoianu 2, Flutur, Iacob 2, Maftei, Septar 2, Suiogan, Talaba, Ungur 2 Transformation(s) : Apjok 6, Brezoianu, Mitu 2 |            | Bruxelles |
| 19 avril 1996 |          | |            | Bruxelles |

| 27 avril 1996 | Portugal | 38 – 3 | Pologne | Lisbonne |
| 27 avril 1996 |          |        |         | Lisbonne |
| 27 avril 1996 |          |        |         | Lisbonne |

| 12 mai 1996 | Pologne | 9 – 40 (3 - 19) | Roumanie | Sochaczew 2,000 spectateurs Arbitre : L. Barabes |
| 12 mai 1996 |         |                 |          | Sochaczew 2,000 spectateurs Arbitre : L. Barabes |
| 12 mai 1996 |         |                 |          | Sochaczew 2,000 spectateurs Arbitre : L. Barabes |

| 24 mai 1996 | Belgique | 10 – 38                                                                                            | Universitaires Italie | Stade Roi-Baudouin, Bruxelles |
| 24 mai 1996 |          | Essai(s) : Giovanelli, Gritti, Mazzariol, Mazzucato, Piovan, Tanzi Transformation(s) : Mazzariol 4 |                       | Stade Roi-Baudouin, Bruxelles |
| 24 mai 1996 |          | |                       | Stade Roi-Baudouin, Bruxelles |

| 24 mai 1996 | Italie A | 107 – 19 | Pologne | Otello Gerli Stadium, Udine Arbitre : Dartigeas |
| 24 mai 1996 | Essai(s) : Bonomi, Checchinato, Dalla Nora, Manteri 3, Muraro, Orlandi, Perziano 2, Rampazzo 2, Ravazzolo 2, Scaglia, essai de pénalité Transformation(s) : Domínguez 12 Pénalité(s) : Domínguez |          |         | Otello Gerli Stadium, Udine Arbitre : Dartigeas |
| 24 mai 1996 | |          |         | Otello Gerli Stadium, Udine Arbitre : Dartigeas |

### Finale
(mt : 13 - 20)
Points marqués :
- France : 4 essais de pénalité (15e), Bondouy (52e, 80e), Sadourdny (79e), 3 transformations d'Aucagne (15e, 52e, 80e), 2 pénalités d'Aucagne (20e, 25e)
- Italie : 4 essais de Francescato (6e), Gardner (35e), Croci (56e), Vaccari (73e), 4 transformations de Domínguez (6e, 35e, 56e, 73e), 4 pénalités de Domínguez (17e, 29e, 62e, 67e)

Évolution du score : 0-7, 7-7, 7-10, 10-10, 13-10, 13-13, 13-20, 20-20, 20-27, 20-30, 20-33, 20-40, 25-40, 32-40
Arbitre : David McHugh 
| France · Titulaires · 79e Jean-Luc Sadourny 15 · Stéphane Ougier 14 · Yann Delaigue 13 · 52e 80e Pierre Bondouy 12 · Philippe Saint-André 11 · David Aucagne 10 · Guy Accoceberry 9 · 59e Arnaud Costes 8 · (cap.) Fabien Pelous 7 · Philippe Benetton 6 · Hugues Miorin 5 · Olivier Merle 4 · Franck Tournaire 3 · 75e Marc Dal Maso 2 · Marc de Rougemont 1 · Remplaçants · 59e Serge Betsen 16 · 75e Raphaël Ibañez 17 · Entraîneur · Jean-Claude Skrela |  |  |  | Italie · Titulaires · 15 Javier Pértile · 14 Paolo Vaccari 73e · 13 Stefano Bordon · 12 Ivan Francescato 6e 25e · 11 Marcello Cuttitta · 10 Diego Domínguez · 9 Alessandro Troncon 38e 40e · 8 Andrea Sgorlon · 7 Julian Gardner 35e · 6 Massimo Giovanelli (cap.) · 5 Giambattista Croci 56e · 4 Walter Cristofoletto · 3 Franco Properzi-Curti · 2 Carlo Orlandi · 1 Massimo Cuttitta · Remplaçants · 16 Francesco Mazzariol 25e · 17 Gianluca Guidi 38e 40e · Entraîneur · Georges Coste |

## Division B

### Poule B1

#### Classement
| Rang | Pays               | J | V | N | D | Pm  | Pe | Diff | Pts |
| ---- | ------------------ | - | - | - | - | --- | -- | ---- | --- |
| 1    | Pays-Bas           | 4 | 3 | 1 | 0 | 107 | 31 | +76  | 11  |
| 2    | Géorgie            | 4 | 3 | 0 | 1 | 40  | 61 | -21  | 10  |
| 3    | Allemagne          | 4 | 2 | 0 | 2 | 52  | 48 | +4   | 8   |
| 4    | République tchèque | 4 | 1 | 0 | 3 | 62  | 80 | -18  | 6   |
| 5    | Danemark           | 4 | 0 | 1 | 3 | 37  | 75 | -38  | 4   |

#### Matchs joués
| 22 septembre 1995 | Allemagne | 28 – 17 | République tchèque | Hanovre |
| 22 septembre 1995 |           |         |                    | Hanovre |
| 22 septembre 1995 |           |         |                    | Hanovre |

| 15 octobre 1995 | Géorgie | 14 – 3 | Allemagne | Tbilissi |
| 15 octobre 1995 |         |        |           | Tbilissi |
| 15 octobre 1995 |         |        |           | Tbilissi |

| 29 octobre 1995 | Danemark | 20 – 20 | Pays-Bas | Copenhague |
| 29 octobre 1995 |          |         |          | Copenhague |
| 29 octobre 1995 |          |         |          | Copenhague |

| 11 novembre 1995 | Danemark | 0 – 3 | Géorgie | Aalborg |
| 11 novembre 1995 |          |       |         | Aalborg |
| 11 novembre 1995 |          |       |         | Aalborg |

| 24 novembre 1995 | Pays-Bas | 55 - 3 | Géorgie | Castricum |
| 24 novembre 1995 |          |        |         | Castricum |
| 24 novembre 1995 |          |        |         | Castricum |

| 30 mars 1995 | République tchèque | 3 - 26 | Pays-Bas | Říčany |
| 30 mars 1995 |                    |        |          | Říčany |
| 30 mars 1995 |                    |        |          | Říčany |

| 12 avril 1996 | Géorgie | 20 - 3 | République tchèque | Tbilissi |
| 12 avril 1996 |         |        |                    | Tbilissi |
| 12 avril 1996 |         |        |                    | Tbilissi |

| 21 avril 1996 | Pays-Bas | 6 – 5 | Allemagne | Hilversum |
| 21 avril 1996 |          |       |           | Hilversum |
| 21 avril 1996 |          |       |           | Hilversum |

| 27 avril 1996 | République tchèque | 39 - 6 | Danemark | Prague |
| 27 avril 1996 |                    |        |          | Prague |
| 27 avril 1996 |                    |        |          | Prague |

| 12 mai 1996 | Allemagne | 16 - 11 | Danemark | Hanovre |
| 12 mai 1996 |           |         |          | Hanovre |
| 12 mai 1996 |           |         |          | Hanovre |

### Poule B2

#### Classement
| Rang | Pays                 | J | V | N | D | Pm | Pe | Diff | Pts |
| ---- | -------------------- | - | - | - | - | -- | -- | ---- | --- |
| 1    | Serbie et Monténégro | 2 | 2 | 0 | 0 | 69 | 21 | +48  | 6   |
| 2    | Andorre              | 2 | 1 | 0 | 1 | 25 | 38 | -13  | 4   |
| 3    | Bulgarie             | 2 | 0 | 0 | 2 | 17 | 52 | -35  | 2   |

#### Matchs joués
| 24 mars 1995 | Serbie et Monténégro | 30 - 12 | Andorre | Vršac |
| 24 mars 1995 |                      |         |         | Vršac |
| 24 mars 1995 |                      |         |         | Vršac |

| 20 avril 1996 | Andorre | 13 – 8 | Bulgarie | Andorre-la-Vieille |
| 20 avril 1996 |         |        |          | Andorre-la-Vieille |
| 20 avril 1996 |         |        |          | Andorre-la-Vieille |

| 18 mai 1996 | Bulgarie | 9 - 39 | Serbie et Monténégro | Gabrovo |
| 18 mai 1996 |          |        |                      | Gabrovo |
| 18 mai 1996 |          |        |                      | Gabrovo |

### Poule B3

#### Classement
| Rang | Pays     | J | V | N | D | Pm | Pe | Diff | Pts |
| ---- | -------- | - | - | - | - | -- | -- | ---- | --- |
| 1    | Ukraine  | 3 | 3 | 0 | 0 | 84 | 11 | +73  | 9   |
| 2    | Lettonie | 3 | 2 | 0 | 1 | 50 | 44 | +6   | 7   |
| 3    | Moldavie | 3 | 1 | 0 | 2 | 20 | 61 | -41  | 5   |
| 4    | Lituanie | 3 | 0 | 0 | 3 | 38 | 76 | -38  | 3   |

#### Matchs joués
| 8 octobre 1995 | Lituanie | 8 – 27 | Ukraine | Pakruojis Arbitre : B. Pietrak |
| 8 octobre 1995 |          |        |         | Pakruojis Arbitre : B. Pietrak |
| 8 octobre 1995 |          |        |         | Pakruojis Arbitre : B. Pietrak |

| 10 octobre 1995 | Lettonie | 3 – 19 | Ukraine | Riga Arbitre : A. Groumbinas |
| 10 octobre 1995 |          |        |         | Riga Arbitre : A. Groumbinas |
| 10 octobre 1995 |          |        |         | Riga Arbitre : A. Groumbinas |

| 28 octobre 1995 | Ukraine | 38 – 0 | Moldavie | Kiev Arbitre : B. Pietrak |
| 28 octobre 1995 |         |        |          | Kiev Arbitre : B. Pietrak |
| 28 octobre 1995 |         |        |          | Kiev Arbitre : B. Pietrak |

| 4 mai 1996 | Lituanie | 10 – 15 | Moldavie | Panevėžio Arbitre : G. Schiavo |
| 4 mai 1996 |          |         |          | Panevėžio Arbitre : G. Schiavo |
| 4 mai 1996 |          |         |          | Panevėžio Arbitre : G. Schiavo |

| 11 mai 1996 | Lettonie | 32 – 20 | Lituanie | Riga Arbitre : C. Rouve |
| 11 mai 1996 |          |         |          | Riga Arbitre : C. Rouve |
| 11 mai 1996 |          |         |          | Riga Arbitre : C. Rouve |

| 21 octobre 1996 | Lettonie | 13 – 5 | Moldavie | Riga |
| 21 octobre 1996 |          |        |          | Riga |
| 21 octobre 1996 |          |        |          | Riga |

### Poule B4

#### Classement
| Rang | Pays     | J | V | N | D | Pm | Pe | Diff | Pts |
| ---- | -------- | - | - | - | - | -- | -- | ---- | --- |
| 1    | Hongrie  | 2 | 2 | 0 | 0 | 55 | 19 | +36  | 6   |
| 2    | Slovénie | 2 | 1 | 0 | 1 | 23 | 44 | -21  | 4   |
| 3    | Autriche | 2 | 0 | 0 | 2 | 18 | 33 | -15  | 2   |

#### Matchs joués
| 5 novembre 1995 | Autriche | 8 – 21 | Hongrie | Vienne Arbitre : R. Faccioli |
| 5 novembre 1995 |          |        |         | Vienne Arbitre : R. Faccioli |
| 5 novembre 1995 |          |        |         | Vienne Arbitre : R. Faccioli |

| 20 avril 1996 | Slovénie | 12 – 10 | Autriche | Ljubljana Arbitre : J-L. Lamy |
| 20 avril 1996 |          |         |          | Ljubljana Arbitre : J-L. Lamy |
| 20 avril 1996 |          |         |          | Ljubljana Arbitre : J-L. Lamy |

| 11 mai 1996 | Hongrie | 34 – 11 | Slovénie | Kecskemét Arbitre : B. Bach |
| 11 mai 1996 |         |         |          | Kecskemét Arbitre : B. Bach |
| 11 mai 1996 |         |         |          | Kecskemét Arbitre : B. Bach |

### Poule B5

#### Classement
| Rang | Pays       | J | V | N | D | Pm | Pe | Diff | Pts |
| ---- | ---------- | - | - | - | - | -- | -- | ---- | --- |
| 1    | Croatie    | 2 | 2 | 0 | 0 | 37 | 13 | +24  | 6   |
| 2    | Israël     | 2 | 1 | 0 | 1 | 26 | 33 | -7   | 4   |
| 3    | Luxembourg | 3 | 0 | 1 | 2 | 19 | 36 | -17  | 3   |

#### Matchs joués
| 28 octobre 1995 | Luxembourg | 7 - 16 | Croatie | Luxembourg |
| 28 octobre 1995 |            |        |         | Luxembourg |
| 28 octobre 1995 |            |        |         | Luxembourg |

| 7 avril 1996 | Israël | 20 – 12 | Luxembourg | Herzliya |
| 7 avril 1996 |        |         |            | Herzliya |
| 7 avril 1996 |        |         |            | Herzliya |

| 27 mai 1996 | Croatie | 21 - 6 | Israël | Split |
| 27 mai 1996 |         |        |        | Split |
| 27 mai 1996 |         |        |        | Split |

### Archives vidéographiques
- Résumé du match : « Rugby - 1997 European Nations Cup Final - Francia vs Italia », sur www.youtube.com (consulté le 13 mars 2014)